# EN111
A EN 111 - Estrada do Baixo Mondego é uma estrada nacional que integra a rede nacional de estradas de Portugal. Encontra-se municipalizada nos concelhos da Figueira da Foz e de Montemor-o-Velho. 

## Percurso

### Figueira Da Foz - Coimbra
| Nome da Saída/Localidade Intermédia     | Estrada que liga |
| --------------------------------------- | ---------------- |
| Figueira da Foz                         |                  |
| Estrada desclassificada (M 111)         |                  |
| Figueira da Foz - Montemor-o-Velho      | A 14             |
| Ereira / Verride                        |                  |
| Quinhendros - Santana / Ferreira-a-Nova | N 347            |
| Montemor-o-Velho - Alfarelos / Soure    | N 347            |
| Areal                                   |                  |
| Lavariz - Carapinheira / Pereira        | N 335            |
| Coutada - Meãs do Campo                 |                  |
| Tentúgal                                |                  |
| São Martinho de Árvore                  |                  |
| Quimbres                                |                  |
| Zouparria do Campo / Vila Verde         |                  |
| São Silvestre                           |                  |
| São João do Campo                       |                  |
| Geria - Ançã / Cantanhede               | N 234-1          |
| Cidreira - Coimbra via Choupal          | N111-1           |
| Antuzede                                |                  |
| Alcarraques via A 14                    | A 14             |
| Adémia                                  |                  |
| Coimbra                                 | IC 2 N 1         |
|                                         |                  |